# Stenocercus formosus
Stenocercus formosus — вид ігуаноподібних ящірок родини Tropiduridae. Ендемік Перу.

## Поширення і екологія
Stenocercus formosus мешкають в горах Центрального хребта Перуанських Анд в регіонах Паско і Хунін. Вони живуть у вологих гірських тропічних лісах, на висоті від 850 до 1600 м над рівнем моря.